# 于庭春
于庭春（1453年—1518年），又作于廷春，字元之，號芝坵，江西南昌府都昌縣人，軍籍，明朝政治人物。

## 生平
成化十九年（1483年）癸卯科江西鄉試第十六名舉人，弘治三年（1490年）中式庚戌科會試第六十名，三甲第一百一十五名進士。授任福建崇安县知县，十六年升廣西全州知州，以才能取，督军门粮饷，剿贼有功，升湖广黄州府同知，以忤劉瑾归。居家恬静，守正不阿，颇好吟咏，惟偕知友以诗相和集，后起任直隶镇江府尹，进阶中宪大夫，在任一載，解组归，著有诗集行世。后卒于家。

## 家族
曾祖于伯捷；祖父于子瑄，驛丞；父于九州，母周氏。永感下。兄庭節。